# 芷江作戦
芷江作戦（しこうさくせん）とは、日中戦争において1945年4月から6月の間に行われた、湖南省西部・芷江への日本軍の進攻作戦である。正式名称は二十号作戦。中国側の呼称は湘西会戦もしくは雪峰山戦役。日本軍は芷江攻略の目的を果たせず敗退した。日中戦争における日本軍最後の攻勢作戦となった。

## 背景
1944年、日本軍は中国戦線で多大な戦力を投じた大陸打通作戦を実施して勝利を収めたものの、アメリカ軍に対する太平洋正面での戦闘では戦況が悪化し、日本本土へのアメリカ軍上陸が予想される状態であった。そこで日本の大本営は、中国戦線でも本土決戦の支援や中国沿岸へのアメリカ軍上陸に対する備えのため、部隊の配置転換を進めようと考えていた。これに対して、中国戦線における日本軍の最高指揮官である支那派遣軍総司令官岡村寧次大将は、中華民国の首都である重慶の攻略を目指す西正面進行作戦を行う考えを持っており、そのための前段階として湖南省芷江攻略を考えていた。岡村大将は大本営からの説得を受けて、直接の目的をあくまで芷江および湖北省老河口付近の敵飛行場破壊として、1945年1月29日に芷江作戦と老河口作戦を発令した。大陸打通作戦では敵飛行場破壊による制空権奪取と日本本土空襲の阻止が目標の一つであったところ、同作戦後、連合国軍は奥地の老河口や芷江付近の芷江飛行場などを整備して航空作戦を継続していたため、その制圧を企図したのである。
岡村大将は、芷江作戦発令時点では重慶や成都など四川省への侵攻を目標とする四川作戦の実行を完全に諦めておらず、大本営が中国奥地に対する小部隊による継続的な妨害攻撃程度を考えていたのに対して、6～8個師団を使った重慶攻略や有力な挺進隊数個を四川省に侵入させる作戦の研究を進めた。しかし、1945年4月に沖縄戦が始まり、ソ連の参戦も差し迫る中、大本営は中国戦線南部の兵力を他に転用することを決定した。支那派遣軍の参謀も四川作戦に反対する者がほとんどとなり、四川作戦は断念されたが、岡村大将は、依然として中国戦線で攻勢に出ることにアメリカ軍の本土侵攻を牽制する効果があると考えていた。芷江作戦の四川作戦の前段階という意義は失われたが、部隊転用を容易にするための敵航空基地制圧や、反撃のため集結中と思われる中国軍の撃破を目的として続行されることになった。
日本軍は、第6方面軍麾下の第20軍（坂西一良中将）が本作戦を担当することになった。第11軍からの増援部隊として、第34師団の木佐木支隊（歩兵第217連隊基幹）が指揮下に入った。第20軍の作戦計画は、第116師団、関根支隊（第68師団歩兵第58旅団の2個大隊基幹・木佐木支隊配属）および重廣支隊（第47師団歩兵第131連隊基幹）が三方から進撃し、遅れて第47師団主力（集結途中）が進撃、第64師団歩兵第69旅団主力は北方で牽制攻撃をする予定であった。占領と掃討作戦も同時に行うため、第64師団と第68師団の各主力、4個独立混成旅団等も警備部隊として参加した。主戦力の第116師団は山岳戦に備えて装備を軽量化し、隷下の砲兵は1個中隊につき通常の半数である山砲2門の縮小編制とされた。第64師団と第68師団は本来野戦用ではなく警備用の編制である。独立混成旅団4個は野戦補充隊を改編するなどして同年3月に新設されたばかりで、人員は素質不良、装備も鹵獲兵器や現地製造兵器が中心で戦力は期待し難かった。

## 戦闘経過
1945年4月から、日本軍は第6方面軍麾下の第20軍（坂西一良中将）を投じて芷江作戦を開始した。作戦としては第116師団と二個大隊及び一個連隊からなる関根支隊と一個大隊及び一個連隊からなる重広支隊で三方から攻撃し、遅れて第47師団が進撃する予定であった。占領と掃討作戦も同時に行うため2個師団と4個旅団等も警備部隊として参加。親日政権・汪兆銘政権の和平建国軍も治安維持に出動し、中国共産党の紅軍を相手に戦った。
序盤は順調に進撃できたものの、まもなく中国側の激しい反撃が始まり、4月25日頃には前進困難となった。中国軍の装備はアメリカからの兵器供与により以前よりも改善されており、またアメリカ軍（アメリカ陸軍航空軍）による援護爆撃や援護射撃、航空支援を十分に受けることができたためである。中国軍は次々と増援部隊を集結させ、第3方面軍・第4方面軍・第10方面軍などの計28個師団で迎撃。中国共産党陝甘寧辺区の紅軍ゲリラ部隊もゲリラ戦を展開した。また、険しい地形も防衛戦に適していた。他方、日本側は太平洋方面への戦力抽出で部隊の質がかなり低下していたうえ、制空権を失っているために昼間行動は困難、兵站線も空襲で寸断された。
日本の坂西第20軍司令官は攻撃続行は困難と判断し、5月4日、態勢整理を理由として第116師団と関根支隊に一時後退・戦線離脱を命じた。関根支隊は推定3個師団（第58師・第193師・暫編第5師）の優勢な中国軍の反撃を受けて、連絡も不十分であったため、おおむね大隊単位に分裂してほとんど無統制に後退する状態に陥った。中でも独立歩兵第115大隊は、綏寧県武陽鎮から撤退開始直後の5月5日未明に満福橋付近で優勢な暫編第5師による奇襲攻撃を受けて壊乱状態に陥り、5月10日頃までに分断包囲されて全滅し、大隊長も戦死した。
第6方面軍司令部は独断でも作戦を中止することを検討し始め、支那派遣軍総司令部の参謀達も現地視察などをふまえて作戦中止を進言し、5月9日、日本側の総指揮を執る支那派遣軍総司令官岡村寧次大将は、作戦の中止を命令した。日本軍は撤退を開始し、連合国軍は追撃に移った。各地で包囲を受けた日本軍は損害が続出したのに加えて、毎月5,000人以上の戦病者が発生する状況であったが、撤退の決断が手遅れになる前に出されていたおかげで、かろうじて脱出に成功した。6月上旬までに日本軍は出撃地点へと帰還した。

## 結果
3ヶ月の作戦期間中の日本軍の損害は、戦死695人・戦傷1,181人（うち戦傷死322人）・戦病24,640人（うち戦病死2,184人）の戦死傷病合計26,516人であった。
日本軍はこれ以降、敗戦まで中国戦線で攻勢を行うことは無く、これが最後の攻勢作戦となった。日本の保守派の中には「日中戦争で日本軍はずっと勝っていたが、最後の最後で負けてしまった。」と言う者もいる。